# 韩茶景
韩茶景（韩语： Han Dagyeong，2000年1月31日—），韩国女子游泳运动员，主攻自由泳，她曾获得2022年亚洲运动会女子4×200米自由泳接力铜牌，也曾参加2020年夏季奥林匹克运动会。